# China Town (Phantasialand)

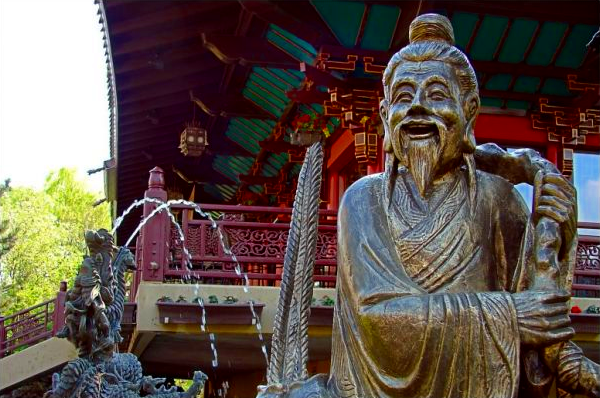
Thematisering in China Town

China Town is een themagedeelte in het zuiden van het Duitse attractiepark Phantasialand.
Het themagedeelte is ingericht in Chinese stijl. In dit themagebied staan verschillende Chinese paleizen, tempels en pagodes. Hierin bevinden zich meerdere winkels en (Chinese) restaurants. Ook worden er in het midden van het themagebied China Town optredens gegeven door Chinese acrobaten. In China Town bevinden zich twee attracties:
- Feng Ju Palace: de in 2002 geopende Chinees gethematiseerde madhouse, waarin de illusie gewekt wordt dat je 'over de kop' gaat.
- Geister Rikscha: een darkride gebouwd in een Chinees 'spookhuisthema'.

In het zuidelijkste puntje van China Town bevindt zich een van de drie parkeerplaatsen met daaraan een zijingang. Deze parkeerplaats is alleen geschikt voor auto's en motoren
China Town heeft ook zijn eigen mascotte: Wang, een Chinese draak.